# Nattō Angel Z
 Nattō Angel Z  (ナットウエンジェルZ, , ou Natto, Nattou) est un groupe féminin de J-pop actif en 2010, composé de quatre idoles japonaises. C'est un sous-groupe du groupe AKB48, dont ses membres font partie en parallèle. C'est une recréation du groupe Nattō Angel de l'année précédente, ne conservant que Miho Miyazaki entourée de nouveaux membres. Il est créé dans le cadre de "la journée du nattō" en juillet 2010, et sort à cette occasion un unique single en édition limitée.

## Membres
- Nattō Angel Z 1 : Miho Miyazaki
- Nattō Angel Z 2 : Moeno Nitō
- Nattō Angel Z 3 : Sumire Satō
- Nattō Angel Z 4 : Haruka Ishida

## Produits
Single
- 2010.07.10 : Nattō Man (ナットウマン?)

Calendrier
- 2010.09.30 : Nattō Angel Z 2011 Calendar (ナットウエンジェルZ 2011年カレンダー?)